# Kristinestads svenska församling

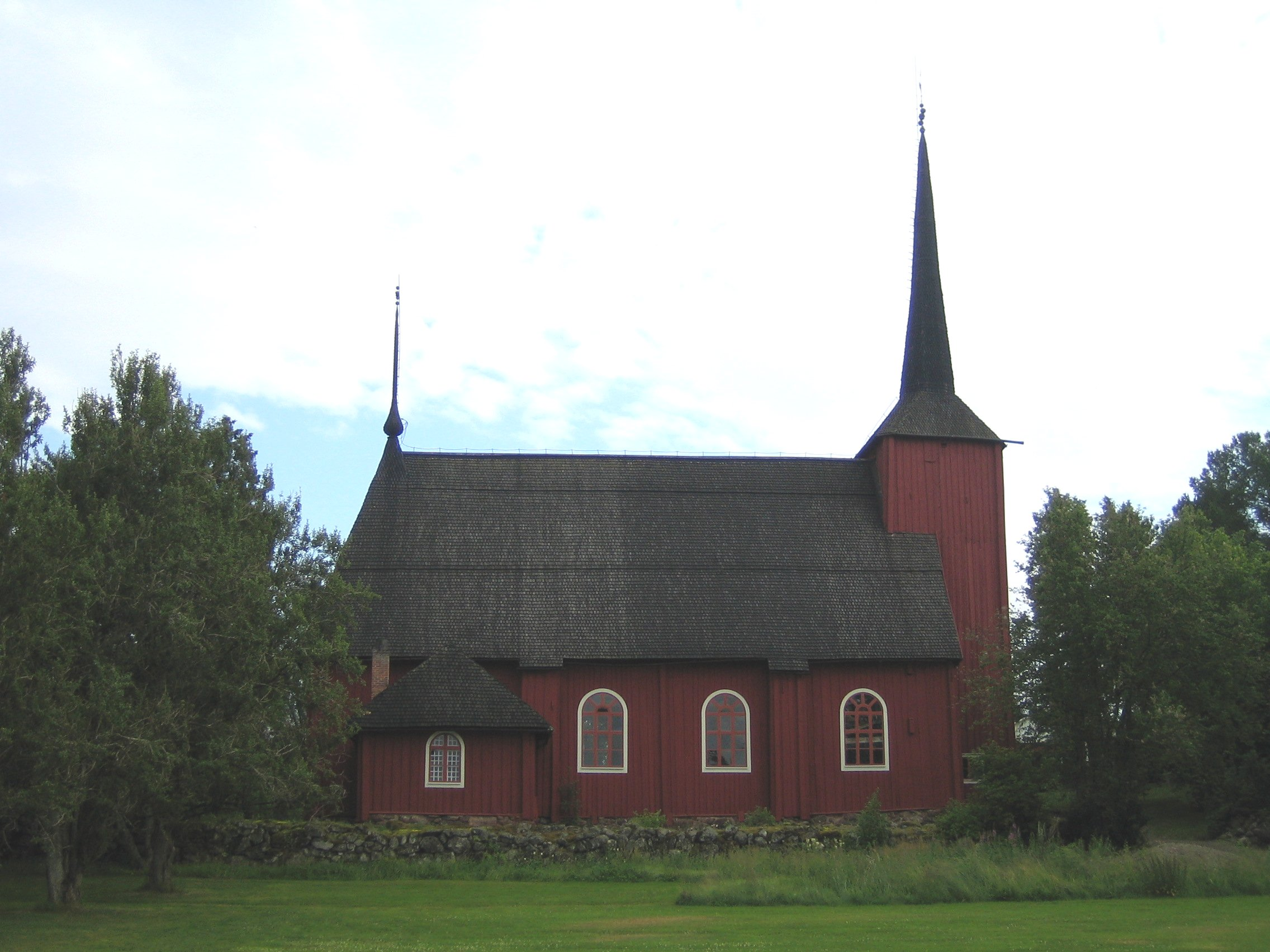
Ulrika Eleonora kyrka

Kristinestads svenska församling är en församling i Närpes prosteri inom Borgå stift i Evangelisk-lutherska kyrkan i Finland. Till församlingen hör 3 420 svenska kyrkomedlemmar (08/2018) bosatta i  Kristinestad.   
Namnet togs första gången i bruk 1978 när Kristinestad-Tjöcks församling delades på språklig grund.
Alla svenska församlingar, Lappfjärds, Sideby och Kristinestads svenska församling slogs samman den 1 januari 2006 och Kyrkostyrelsen fastställde namnet till Lappfjärd-Kristinestads församling. Namnfrågan väckte mycket diskussion då Sideby lämnades utanför det nya namnet och det uppstod en oklarhet i förhållandet till Kristinestads finska församling som täcker precis samma område. Församlingens namn ändrades därför 2013 till Kristinestads svenska församling.
Huvudkyrka i församlingen är Kristinestads kyrka (1897). Också Ulrika Eleonora kyrka (1700) i Kristinestad, Lappfjärds kyrka (1852) och Sideby kyrka (1972) finns på församlingens område. 
Kyrkoherde i församlingen är Daniel Norrback.